# Хитрово (Залегощенский район)
Хитрово — деревня в Залегощенском районе Орловской области России. Входит в состав Золотарёвского сельского поселения.

## География
Деревня находится в центральной части Орловской области, в лесостепной зоне, в пределах центральной части Среднерусской возвышенности, на правом берегу реки Оптушки, на расстоянии примерно 36 километров (по прямой) к западу-северо-западу (WNW) от посёлка городского типа Залегощь, административного центра района. Абсолютная высота — 198 метров над уровнем моря.
Часовой пояс
Деревня Хитрово, как и вся Орловская область, находится в часовой зоне МСК (московское время). Смещение применяемого времени относительно UTC составляет +3:00.

## Население
| 1857 | 1915 | 2010 |
| ---- | ---- | ---- |
| 314  | ↘240 | ↘1   |

Национальный состав
Согласно результатам переписи 2002 года, в национальной структуре населения русские составляли 100 % из 3 чел.